# Margarete von Savoyen (Kyburg)

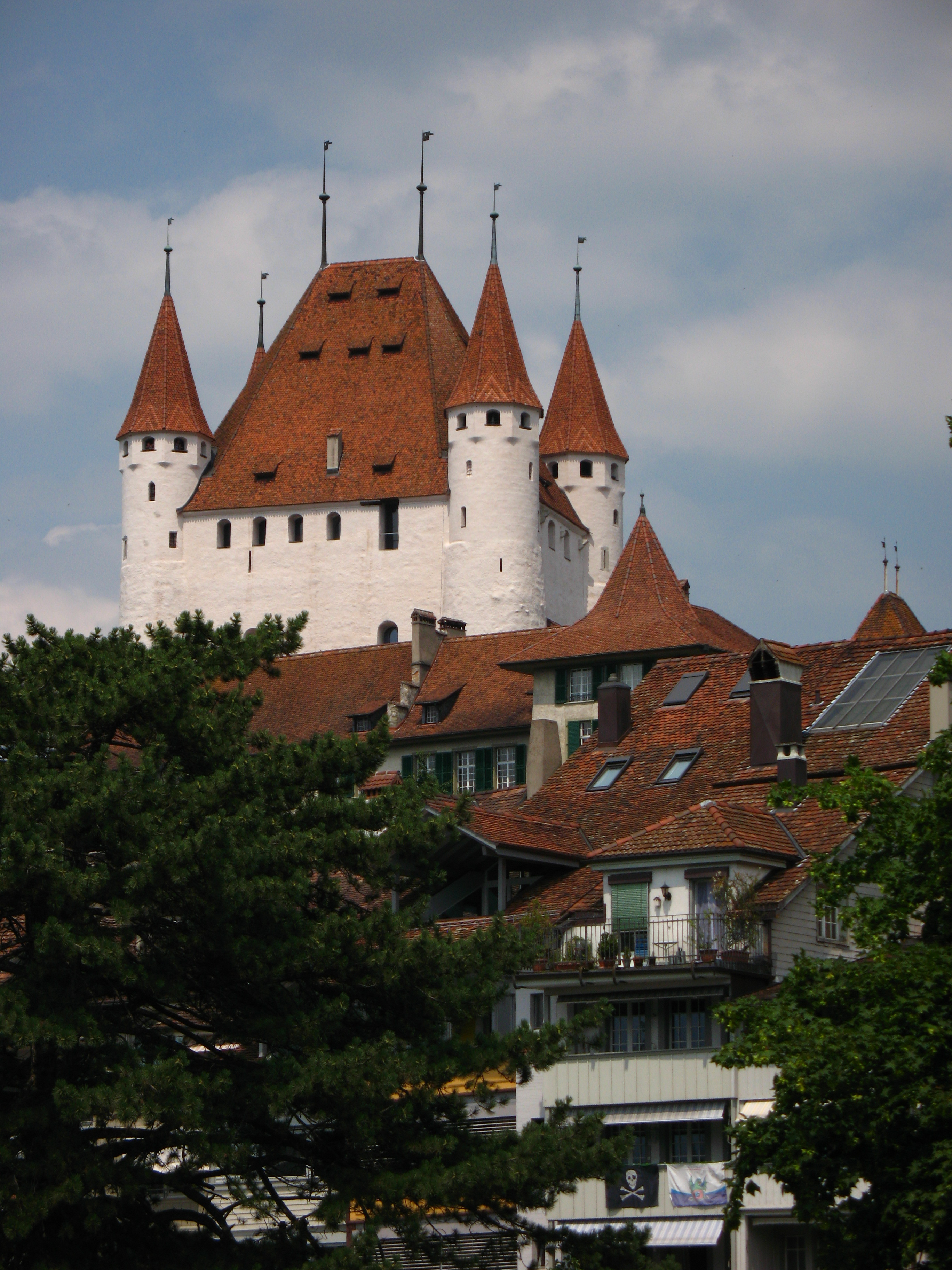
Die Burg Thun diente als Wohnsitz von Margarete von Savoyen

Margarete von Savoyen (auch Margarete von Kyburg) (* zwischen 1206 und 1218; † September 1273) war eine Adlige aus dem Königreich Arelat, durch Ehe Gräfin von Kyburg und durch ihre Schwester Beatrix von Savoyen, Gräfin der Provence, Tante von vier Königinnen. 

## Herkunft und Heirat
Margarete entstammte dem Haus Savoyen. Sie war die zweite Tochter und eines der jüngeren Kinder von Thomas I. von Savoyen und dessen Frau Margarete von Genf. Wie bei ihren mindestens acht Brüdern und ihrer älteren Schwester Beatrix ist weder ihr Geburtsjahr noch der Geburtsort gesichert bekannt. Ihr Vater war Graf von Savoyen, einer Grafschaft im zum römisch-deutschen Reich gehörenden Königreich Arelat. Über ihre ältere Schwester Beatrix war sie die Tante der französischen Königin Margarete von der Provence, der englischen Königin Eleonore von der Provence, der römisch-deutschen Königin Sancha von der Provence sowie der sizilianischen Königin und Erbin der Provence Beatrix von der Provence. 
Ih Vater verlobte sie am 1. Juni 1218 in Moudon mit Hartmann IV. von Kyburg, dem zweiten Sohn von Graf Ulrich III. von Kyburg. Zu dieser Zeit galt Margarete noch nicht als heiratsfähig, so dass sie wahrscheinlich jünger als zwölf Jahre war. Die Verlobung sollte das Verhältnis zwischen ihrem Vater und dem Grafen von Kyburg verbessern. Ihr Vater hatte in jahrelangen Kämpfen gegen Herzog Berthold V. von Zähringen Besitzungen nördlich und südöstlich des Genfer Sees erobert. Nach dem kinderlosen Tod des Herzogs erbte Graf Ulrich III. von Kyburg über seine Frau Anne, eine Schwester des Herzogs, die Besitzungen der Zähringer im Waadtland sowie die Schutzherrschaft über das Bistum Lausanne. Wann die Heirat mit Hartmann von Kyburg erfolgte, ist nicht bekannt.
Nach der Heirat zog Margarete mit ihrem Mann in dessen Besitzungen und hatte zunächst keine weiteren Anteil an den Karrieren ihrer Brüder. Über ihr Leben ist im Vergleich zu ihrer Schwester und den meisten ihrer Brüder wenig bekannt.

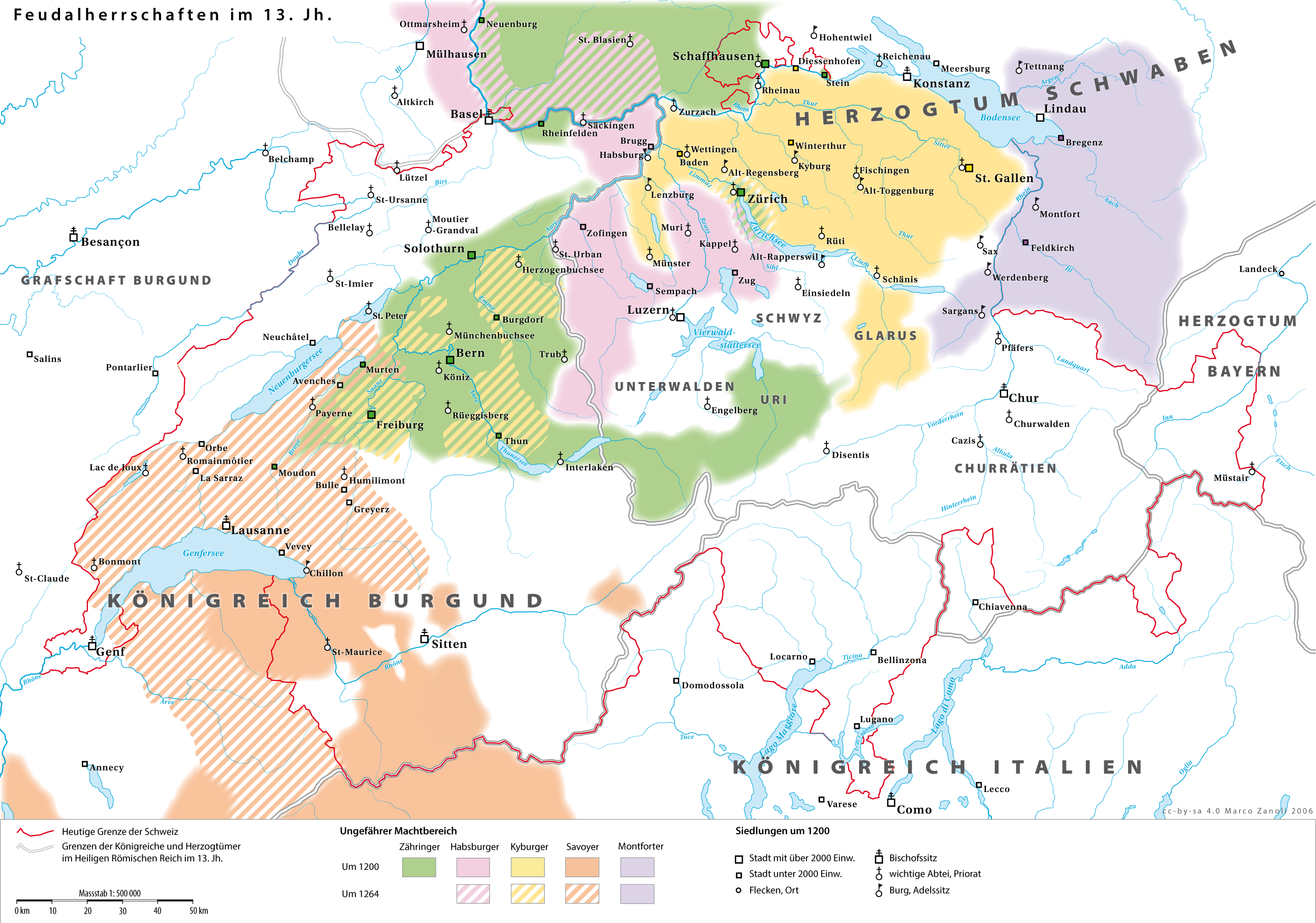
Das Gebiet der heutigen Schweiz mit den ungefähren Besitzungen des Hauses Savoyen, der Zähringer, der Kyburger und der Habsburger

## Unterstützung ihres Bruders Peter
Als Margaretes Bruder Peter ab den 1240er Jahren seinen Einfluss im Waadtland auf Kosten zahlreicher lokaler Adelsfamilien erweiterte, hatte sie offenbar erheblichen Einfluss daran, dass ihr Mann dies duldete. Als Peter auch die Stadt Freiburg unter seine Oberhoheit brachte, kam es zu einem Umsturz innerhalb der Familie Kyburg. Hartmanns gleichnamiger Neffe Hartmann der Jüngere übernahm seine Ansprüche auf Freiburg und bis 1253 auch die auf Laupen, so dass es zum Konflikt mit Peter von Savoyen kam. Hartmann der Ältere musste sich auf seine Besitzungen bei Thun zurückziehen.

## Rolle im Erbstreit zwischen Savoyen und Habsburg
Im September 1263 starb Hartmann der Jüngere. Seine einzige Tochter Anna wurde Mündel von Graf Rudolf von Habsburg, der sie mit seinem Cousin Eberhard von Habsburg-Laufenburg verlobte. Aufgrund dieser Heirat beanspruchten die Habsburger das Erbe der Grafen von Kyburg. Gegen diese Erbfolge protestierte Hartmann der Ältere, wobei er von seinem Schwager Peter von Savoyen unterstützt wurde.

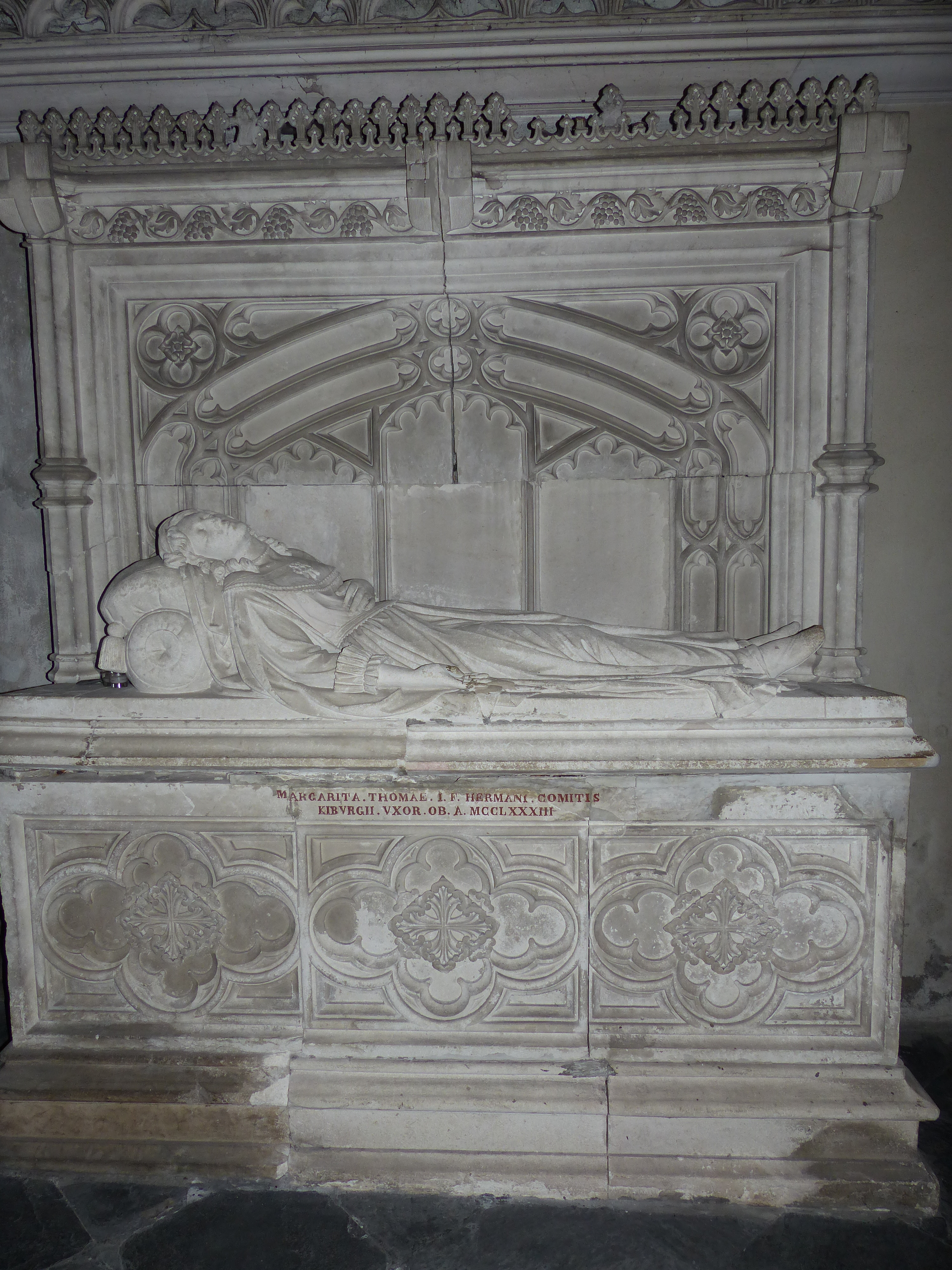
Kenotaph für Margarete von Savoyen im Kloster Hautecombe

Die Ehe von Hartmann dem Älteren mit Margarete war kinderlos geblieben, und nach Juni 1264 übertrag Hartmann seine Reichslehen Kempten, Clarona und Winterthur an Margarete. Damit hatte im Falle seines Todes Peter von Savoyen einen Anspruch auf das Erbe. Rudolf von Habsburg akzeptierte aber nicht die Übertragung der Reichslehen und besetzte die Besitzungen von Hartmann dem Älteren. Dieser starb im November 1264, so dass Margarete seine Besitzansprüche auf Morseburg, Baden, Windegg, Kyburg, Winterthur und Besitzungen bei Zürich erbte. Daraufhin kam es zum Krieg zwischen Habsburg und Savoyen. Margarete musste bei ihrem Bruder Peter auf Burg Chillon Zuflucht suchen. Zwar erklärte Papst Clemens IV., dass Rudolf von Habsburg die Besitzungen von Margarete widerrechtlich besetzt hatte und verlangte ihre Herausgabe, doch im September 1267 geschlossenen Vertrag von Löwenberg musste Peter von Savoyen auf den Großteil des Kyburger-Erbes verzichten. Rudolf von Habsburg gestand Margarete die Einkünfte aus Konstanz und St. Gallen sowie eine einmalige Zahlung von 250 Mark zu, doch nach ihrem Tod sollten auch diese Besitzungen an Habsburg fallen.
Als Peter von Savoyen Anfang 1268 starb, vermachte er in seinem Testament seiner Schwester Margarete eine großzügige jährliche Pension. Nach Margaretes Tod im September 1273 fielen wie vereinbart ihre Besitzungen an Rudolf von Habsburg, der um dieselbe Zeit zum römisch-deutschen König gewählt wurde.